# الکساندر یونینسکی
الکساندر یونینسکی (اوکراینی: Олекса́ндр Юні́нський؛ ۲ فوریه ۱۹۱۰ – ۱۹ دسامبر ۱۹۷۲) یک نوازنده پیانو، آهنگساز و استاد دانشگاه اوکراینی‌الاصل و یهودی‌تبار اهل ایالات متحده آمریکا بود.

او در سال ۱۹۳۲ میلادی، برندهٔ جایزهٔ نخست رقابت بین‌المللی نوازندگی پیانو شوپن شد.